# Gliese 146
Gliese 146 (GJ 146 / HD 22496 / HIP 16711) es una estrella de magnitud aparente +8,57 encuadrada en la constelación austral de Horologium.
Se encuentra a 43,1 años luz de distancia del Sistema Solar.
Estrellas conocidas cercanas a Gliese 146 son Gliese 145 y Gliese 167, situadas respectivamente a 4,8 y 6,1 años luz de distancia.
Gliese 146 es una enana naranja de tipo espectral K5V o K7V.
Es una estrella de la secuencia principal que, al igual que el Sol, obtiene su energía a partir de la fusión nuclear de hidrógeno en su interior.
Tiene una temperatura efectiva de 4520 K y una luminosidad bolométrica —en todas las longitudes de onda— equivalente al 12% de la luminosidad solar. De menor tamaño que el Sol, su radio equivale al 68% del radio solar. Sus características físicas son semejantes a las de 61 Cygni A —la componente más brillante de este sistema— o a las de ε Indi.
Gliese 146 está catalogada como una posible estrella variable en el General Catalogue of Variable Stars, recibiendo la denominación de variable provisional NSV 1203.
Pertenece al supercúmulo de las Híades, que, entre otros, tiene como miembros a Luyten 726-8, 9 Ceti o 50 Persei.